# Enni Rukajärvi
Enni Rukajärvi (Kuusamo, 13 de mayo de 1990) es una deportista finlandesa que compite en snowboard, especialista en las pruebas de slopestyle y big air.
Participó en dos Juegos Olímpicos de Invierno, obteniendo en total dos medallas, plata en Sochi 2014 y bronce en Pyeongchang 2018, ambas en la prueba de slopestyle.
Ganó dos medallas en el Campeonato Mundial de Snowboard, oro en 2011 y plata en 2017. Adicionalmente, consiguió cinco medallas en los X Games de Invierno.

## Medallero internacional
| Juegos Olímpicos   | Juegos Olímpicos            | Juegos Olímpicos  | Juegos Olímpicos |
| Año                | Lugar                       | Medalla           | Prueba           |
| ------------------ | --------------------------- | ----------------- | ---------------- |
| 2014               | Sochi (Rusia)               | Medalla de plata  | Slopestyle       |
| 2018               | Pyeongchang (Corea del Sur) | Medalla de bronce | Slopestyle       |
| Campeonato Mundial |                             |                   |                  |
| Año                | Lugar                       | Medalla           | Prueba           |
| 2011               | La Molina (España)          | Medalla de oro    | Slopestyle       |
| 2017               | Sierra Nevada (España)      | Medalla de plata  | Big air          |

| X Games de Invierno | X Games de Invierno    | X Games de Invierno | X Games de Invierno |
| Año                 | Lugar                  | Medalla             | Prueba              |
| ------------------- | ---------------------- | ------------------- | ------------------- |
| 2011                | Aspen (Estados Unidos) | Medalla de oro      | Slopestyle          |
| 2012                | Aspen (Estados Unidos) | Medalla de plata    | Slopestyle          |
| 2018                | Aspen (Estados Unidos) | Medalla de bronce   | Slopestyle          |
| 2018                | Bærum (Noruega)        | Medalla de bronce   | Big air             |
| 2019                | Aspen (Estados Unidos) | Medalla de bronce   | Slopestyle          |